# Rasm Elahmar
Rasm Elahmar (tiếng Ả Rập: رسم الأحمر) là một ngôi làng Syria nằm ở phó huyện Uqayribat thuộc huyện Salamiyah, Hama. Theo Cục Thống kê Trung ương Syria (CBS), Rasm Elahmar có dân số 493 trong cuộc điều tra dân số năm 2004.